# TAM Aviação Executiva
TAM Aviação Executiva (колишня TAM — Táxi Aéreo Marília) — бразильська авіакомпанія зі штаб-квартирою в Сан-Паулу, що здійснює чартерні пасажирські та вантажні перевезення, а також надає послуги по ремонту та технічному обслуговуванню повітряних суден.
Компанія була заснована бізнесменом Ролімом Амару в 1961 році і ніколи не входила до складу флагманської авіакомпанії країни TAM Airlines, разом з тим, будучи дочірнім підприємством всього авіаційного холдингу TAM Group.

## Історія
Незважаючи на те, що TAM — Táxi Aéreo Marília і ТАМ Transportes Aéreos Regionais належали одному холдингу TAM Group, обидва перевізника були незалежними компаніями, які працюють на окремих ринках пасажирських перевезень: перша була утворена 7 січня 1961 року і надавала послуги аеротаксі, друга компанія була сформована в 1975 році і працювала на регіональних маршрутах між аеропортами всередині країни. При цьому, досвід TAM — Táxi Aéreo Marília був використаний бізнесменами Амару при створенні регіональної групи в 1975 році і в подальшому авіакомпанії TAM Airlines.
Свою первинну назву компанія отримала в честь муніципалітету Марілен (штат Сан-Паулу), родом з якого були п'ятеро перших пілотів авіакомпанії. TAM — Táxi Aéreo Marília початку здійснення вантажопасажирських перевезень з Сан-Паулу в штати Парана і Мату-Гросу на чотирьох літаках Cessna 180 і одному Cessna 170.
У 1964 році власник сільськогосподарських підприємств в штаті Сан-Паулу Орландо Ометту придбав половину акцій авіакомпанії, маючи намір використовувати її літаки для потреб власної фірми і філій в центральній частині Бразилії. Кілька років потому бізнесмен викупив авіакомпанію в повне володіння.
У 1966 році TAM — Táxi Aéreo Marília придбала кілька двомоторних літаків Piper Aztec, Piper Navajo і Rockwell Grand Commander, а також перенесла власну штаб-квартиру з Марилії в Сан-Паулу.
У 1971 році в процесі реорганізації діяльності авіакомпанія увійшла в смугу фінансової кризи. Власник перевізника Ометту запросив на роботу колишнього пілота і колишнього співвласника TAM — Táxi Aéreo Marília Роліма Амару, який кілька років тому покинув компанію і зайнявся створенням власної авіакомпанії, що спеціалізується на наданні послуг аеротаксі. Амару пропонувалося ліквідувати власну компанію, знову придбати частину власності TAM — Táxi Aéreo Marília і зайнятися виведенням її з кризового стану. У відповідь Амару поставив умову, що якщо він протягом року виводить авіакомпанію в прибуток, то він отримує рівно половину її власності. Договір між бізнесменами був підписаний в квітні 1972 року.
В кінці 1972 року Амару продав весь парк літаків авіакомпанії і на виручені гроші без посередників придбав десять літаків Cessna 402. Протягом 12 місяців Ролім Амару виконав свою частину угоди, вивівши TAM — Táxi Aéreo Marília на прибуток, та відповідно до умов договору отримав 50 % власності авіакомпанії.
У 1974 році TAM — Táxi Aéreo Marília придбала два реактивних літака Learjet, один з яких був куплений в обмін на 33%-ву частку власника літака Тіау Майя. В наступному році власників перевізника знову залишилося двоє — Майя реалізував свою частку бізнесменові Ометту. Дана угода стала причиною різкого погіршення взаємин між Амару і Ометту і в результаті дев'ятимісячних переговорів Амару викупив у Ометту його частку за 2 мільйони доларів США з розстрочкою платежів протягом обумовленого часу.
Незважаючи на продаж одного реактивного літака і реалізації деяких інших активів, Амару виявився не в змозі зібрати необхідну суму для розрахунків по угоді. В рамках зниження всіх витрат і витрат, бізнесмен пішов навіть на тимчасову відміну страхування повітряних суден. За дивним збігом обставин, 24 вересня 1977 року, на наступний ранок після відновлення повного обсягу страховки, на підході до аеропорту Сантос-Дюмон розбився реактивний літак Learjet. Людських жертв в результаті інциденту вдалося уникнути, однак сам лайнер відновленню вже не підлягав. Отримані від страхової компанії кошти та кошти від реалізації активів компанії в кінцевому рахунку дозволили Амару розрахуватися по угоді і вступити в повноправне володіння авіакомпанією TAM — Táxi Aéreo Marília.
В даний час TAM Aviação Executiva повністю належить сім'ї Амару, обслуговує в числі іншого бізнес-перевезення TAM Group, однак не є дочірнім підприємством флагманської авіакомпанії TAM Airlines, і тому не входить у формований авіаційний холдинг LATAM Airlines Group.

## Флот
Повітряний флот авіакомпанії TAM Aviação Executiva складають літаки наступних моделей:
- Cessna Citation X
- Cessna Citation XLS
- Cessna Citation Excel
- Cessna Citation II
- Cessna Citation III
- Cessna Citation V
- Cessna Citation CJ2
- Cessna Citation CJ3
- Cessna Caravan C208B
- Bell 407